# إكيدي
إڭيدي هي جماعة قروية في إقليم تارودانت بجهة سوس ماسة جنوب المغرب. وهي تضم 9100 نسمة، حسب الإحصاء العام للسكان والسكنى لسنة 2014.

## دواوير الجماعة
- دوار إڭيدي
- دوار تيغاريوين
- دوار مزي
- دوار تمسولت
- دوار تمضوت
- دوار تلات نيك
- دوار أغلاد
- دوار تميتار
- دوار مسونت
- دوار حلوت
- دوار إڭلي
- دوار إمزيلن
- دوار إفركان
- دوار بورمضان
- دوار أمزاورو
- دوار تكروت
- دوار تنغرمت
- دوار تميالين
- دوار إمورخصان
- دوار تفكيلت
- دوار ايت ماعد

## التعليم
قائمة المؤسسات التعليمية في إڭيدي:
- مجموعة مدارس ابن بطوطة (الدواوير: إڭلي، بورمضان، تكروت، افركان، امورخصان)
- مجموعة مدارس سيدي حمو الطالب (المركزية: تمسولت / الوحدات: إڭيدي - تميتار - مسونت)
- مجموعة مدارس الأنوار (المركزية: تفكيلت / الوحدات: تمجوط - تزي نوزكروز - أنروي)
- مجموعة مدارس تايسة (الدواوير: تايسة، تتقيت، الوس)
- مجموعة مدارس ازكروز (الدواوير: تنضيلت، اسكا، ابرزيزن، تنماكلت، تغكالت)
- إعدادية إڭيدي (دوار إڭلي)

## النقل والطرق
يقع مركز جماعة إكيدي على الطريق الإقليمية رقم 1737، ويبعد المركز عن مدينة أولوز بـ 50 كلم (ساعة واحدة)، وعن مدينة تارودانت بـ 130 كلم (ساعتان ونصف).

## الجمعيات
قائمة الجمعيات في جماعة إكيدي:
- جمعية جمعية توگاس للتنمية المستدامة (دوار أفلا نزگروز )
- جمعية .. (دوار ..)